# Metandienona
La metandienona, también conocida comúnmente como metandrostenolona (17α-metil-δ 1 -testosterona o 17α-metil-1 -dehydrotestosterone), es un anabólico oral.
Desarrollado originalmente en Alemania y puesto en circulación en los Estados Unidos a principios de la década de 1960 por Ciba Specialty Chemicals. Es una sustancia química que crea un gran efecto metabólico en las proteínas, es decir, promueve su síntesis puesto que apoya el aumento del tejido muscular. Está controlada en los Estados Unidos y Europa occidental y es popular entre los culturistas.
Este medicamento se utiliza principalmente para tratar enfermedades con pacientes que requieren un efecto anabólico, aumentar la síntesis de proteínas, y además un fortalecimiento en general.
Es utilizado por los levantadores de peso (powerlifters, pesistas y fisicoculturistas) para aumentar su masa muscular.
El principal efecto secundario es la hepatoxicidad, sobre todo a dosis muy altas, o si se ha utilizado por un tiempo muy prolongado. Las personas que no estén interesadas en adquirir características masculinas acentuadas no deben utilizar este anabolizante ya que provoca síntomas de virilización.

## Historia
Tras una mayor presión de la FDA, CIBA retiró Dianabol del mercado estadounidense en 1983. La producción de genéricos se cerró dos años después, cuando la FDA revocó por completo la aprobación de la metandienona en 1985. El uso no médico fue prohibido en los Estados Unidos bajo la Ley de Control de Esteroides Anabólicos de 1990. Si bien la metandienona está controlada y ya no está disponible desde el punto de vista médico en los EE. UU., Continúa produciéndose y usándose médicamente en algunos otros países.